# Häringen (Weilheim an der Teck)

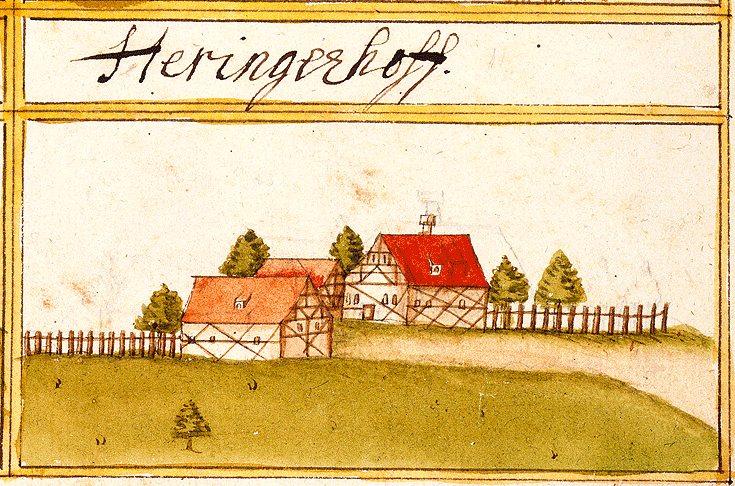
Häringen 1683/85 im Forstlagerbuch von Andreas Kieser

Häringen ist ein zur Stadt Weilheim an der Teck im Landkreis Esslingen in Baden-Württemberg gehörender Weiler.

## Geographie
Häringen liegt im Häringer Tal direkt am Albtrauf etwa 4,6 km südöstlich der Weilheimer Stadtmitte auf einer Stufe unter dem Steilhang der Alb.

## Geschichte
Häringen dürfte im Spätmittelalter als Wirtschaftshof der Burg Erkenberg entstanden sein und bestand ursprünglich aus dem Oberen Hof und dem Unteren Hof. Der Weiler wird 1330 als Heringen erstmals schriftlich erwähnt. Die Ortshoheit lag schon immer bei der Stadtherrschaft von Weilheim und teilte deshalb deren politische Geschicke.
Der Ort zählte zu Beginn des 17. Jahrhunderts rund 50 Einwohner. Im Dreißigjährigen Krieg wurde die Siedlung verlassen. Um 1680 errichtete die herzogliche Rentkammer hier eine große Melkerei, die 1744 abbrannte. Das Gelände wurde danach verkauft. Erst langsam wuchs anschließend die Bevölkerungszahl wieder, 1806 auf 28 und bis 1847 auf 53 Personen.
Heute ist Häringen bekannt für mehrere Ausflugsgaststätten.

## Verkehr
Nach Häringen führt eine Gemeindeverbindungsstraße, die von der L 1213 (Weilheim-Gruibingen) abzweigt und in Häringen aufhört.